# 2,3-Dihydroxy-2-cyclopentenon
2,3-Dihydroxy-2-cyclopentenon (Trivialname: Reduktinsäure) ist eine chemische Verbindung aus der Gruppe der cyclischen Endiole und spezieller der Reduktone. Es besteht strukturelle Ähnlichkeit zur Ascorbinsäure.

## Gewinnung und Darstellung
Erstmals wurde 2,3-Dihydroxy-2-cyclopentenon 1887 von Hans Thierfelder aus Glucuronsäure synthetisiert. Eine neuere Synthese geht von 1,2-Cyclopentadion aus. Dieses muss lediglich chloriert und das Chlor-Atom wiederum durch eine Hydroxygruppe substituiert werden. Der Alkohol tautomerisiert zum Enol, also dem 2,3-Dihydroxy-2-cyclopentenon.

## Typische Reaktionen
2,3-Dihydroxy-2-cyclopentenon reduziert angesäuerte Iodlösungen, außerdem Fehlingsche Lösung. Ammoniakalisches Silbernitrat wird schwarz gefärbt. Generell tritt im Sauren langsame Zersetzung ein. Dahingegen ist es nicht oxidationsempfindlich an der Luft.